# Ask the Angels
Ask the Angels je rocková píseň, kterou napsali Patti Smith a Ivan Král v roce 1976 pro skupinu Patti Smith Group. Píseň vyšla na albu Radio Ethiopia. V roce 1990 udělala cover na tuto skladbu skupina Chemical People a v roce 2000 skupina The Distillers.